# Liste des biens culturels d'importance nationale dans le canton d'Argovie

Blason du canton d'Argovie.

Cette liste présente les biens culturels d'importance nationale dans le canton d'Argovie. Cette liste correspond à l'édition 2009 de l'Inventaire Suisse des biens culturels d'importance nationale (Objets A) pour le canton d'Argovie. Il est trié par commune et inclus : 175 bâtiments séparés, 11 collections et 56 sites archéologiques.

## Inventaire
1. ↑  Légende des différents types de biens :
  - A : Archéologie
  - Arch : Archive
  - B : Bibliothèque
  - E : Objet unique
  - M : Musée
  - O : Objets multiples
  - S : Cas particulier